# 滝野川 (東京都北区)
滝野川（たきのがわ）は、東京都北区の町名。現行行政地名は滝野川一丁目から滝野川七丁目。全域が住居表示実施済み区域。

## 地理

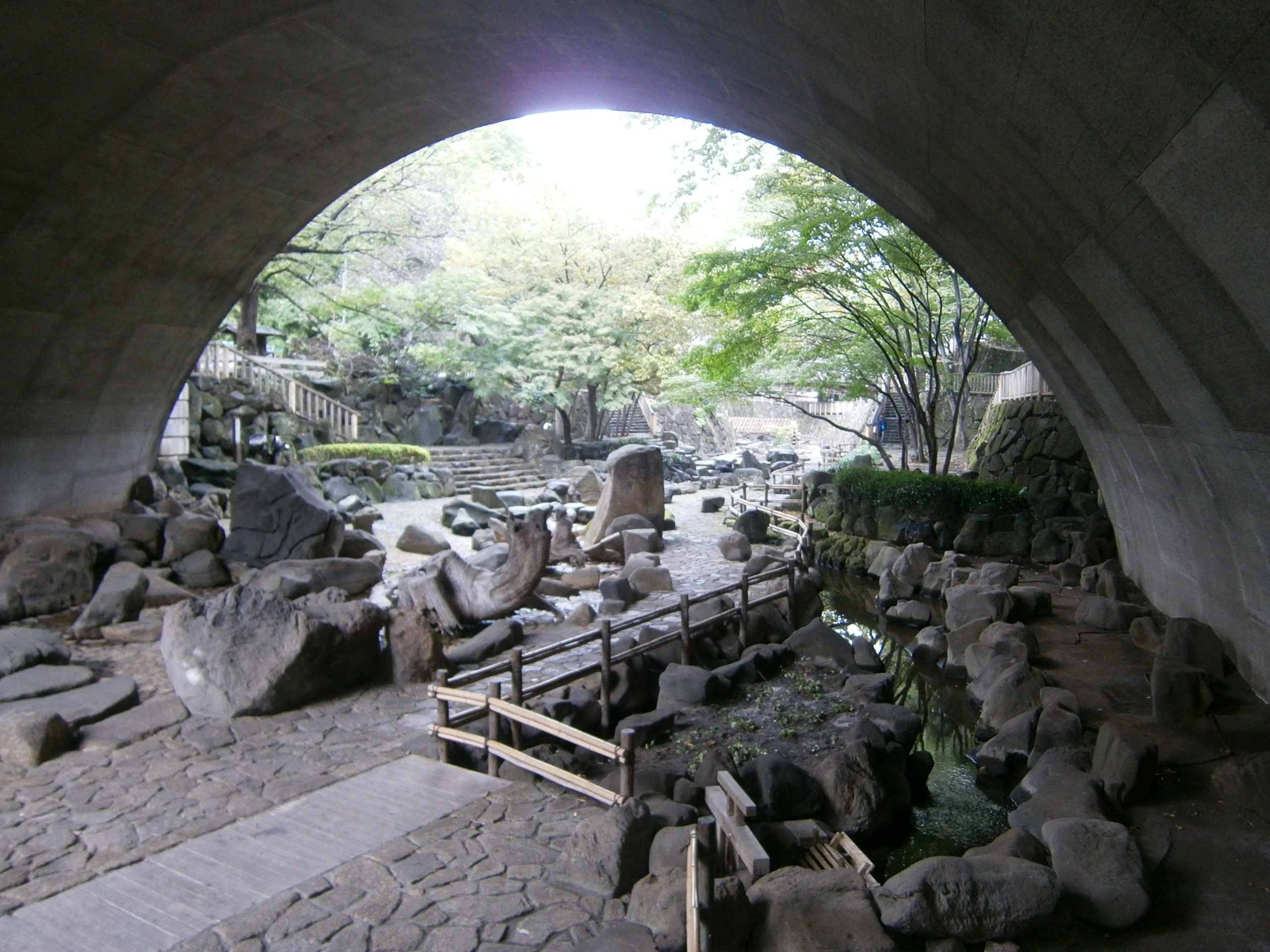
音無親水公園

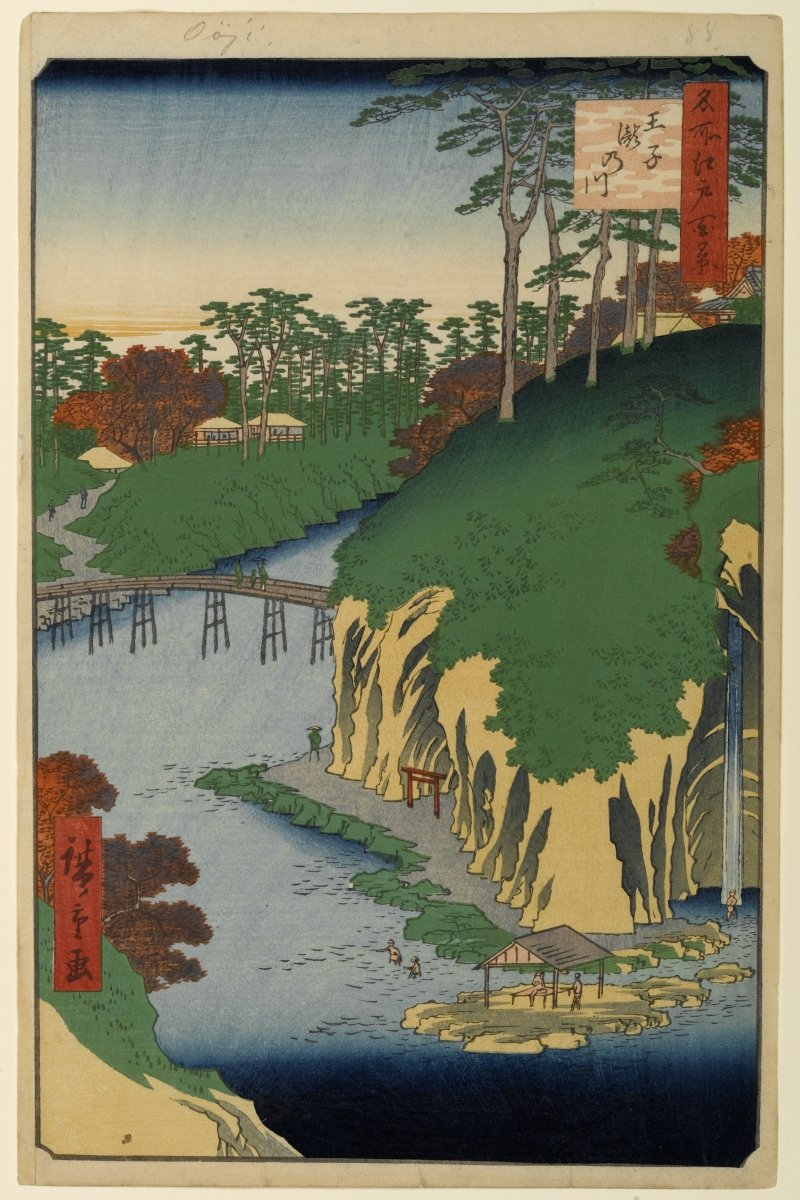
歌川広重『名所江戸百景』より、088番『王子滝の川』

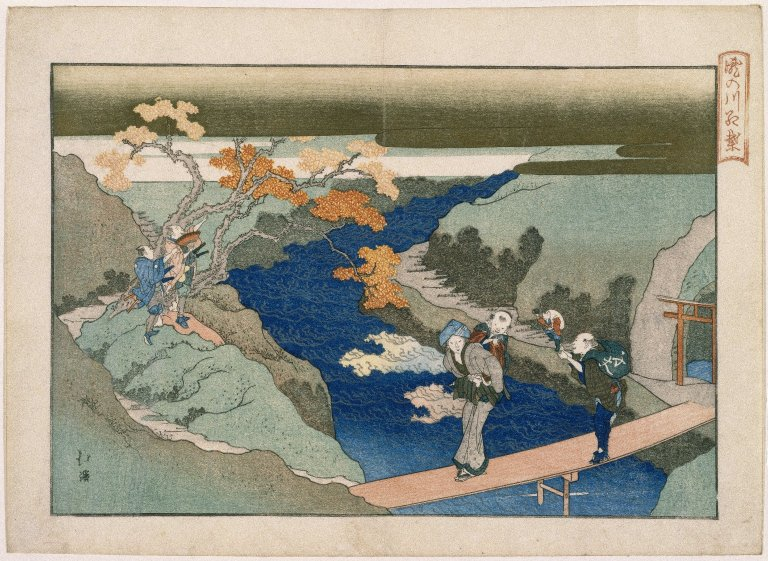
魚屋北渓 『得吉方廼滝 滝の川紅葉』

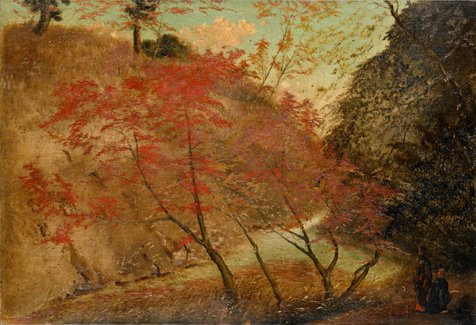
高橋由一『滝之川紅葉』 1876年（明治9年）頃

滝野川地区の西部に位置し、豊島区（上池袋・西巣鴨）・板橋区（板橋）との区境に当たる。全体的に南側が旧谷端川流域、北側が石神井川流域で谷になっており、中山道を境に南北になだらかに低くなっていく地形である。王子駅・板橋駅・西巣鴨駅に囲まれた北区南部の地域である。東端は都電荒川線西ヶ原四丁目電停付近 - 飛鳥山電停の区間で、都電荒川線東側の通りを境に西ケ原、西端は南側より旧谷端川を境に豊島区上池袋、埼京線板橋駅 - 北養護学校の辺りで板橋区板橋、南端は概ね南側から滝野川七丁目交差点南側 - 西巣鴨交差点の区間で明治通り、西巣鴨体育場のある道路を境界に豊島区西巣鴨、北端は概ね石神井川を挟んで十条台・王子本町、明治通りと本郷通りを境界に王子と接する。ただし、4丁目のみ石神井川の北側になる。滝野川警察署（所在地：西ケ原）・滝野川消防署 （所在地：西ケ原）の管轄内に当たる。
滝野川は石神井川下流での別名でもある。かつては石神井川はこの付近で渓谷となって蛇行しており、流れも急なため、「滝のような川」であることから滝野川と呼ばれるようになった。また周囲には滝もあるほか紅葉の名所として多くの絵画などにも描かれるほど有名であった。

### 広域地名
北区の成り立ちから、同区は滝野川を含む以下の地域を総じて滝野川地区と呼称している。
- 滝野川西地区：旧滝野川区の内、JR東日本京浜東北線より西の区域
- 滝野川東地区：旧滝野川区の内、JR東日本京浜東北線より東の区域

### 河川
- 石神井川 -「滝野川」は石神井川の別称である。
  - 観音橋
  - 滝野川橋
  - 紅葉橋

### 地価
住宅地の地価は、2025年（令和7年）1月1日の公示地価によれば、滝野川2-54-14の地点で54万2000円/m2、滝野川5-6-4の地点で120万円/m2となっている。

## 歴史
1889年（明治22年）の町村制施行時点における北豊島郡滝野川村（1913年に町制施行し滝野川町へ）大字滝野川および大字下十条が現在の滝野川1-7丁目の始祖である。滝野川町は1932年（昭和7年）に東京市へ編入され滝野川区へ移行し、この時大字滝野川と大字下十条は統合され滝野川町となる。1947年（昭和22年）に滝野川区は王子区と合併し北区が成立。その後1953年（昭和28年）に町名整理により滝野川町は滝野川一丁目から七丁目に再編された。
1964年に住居表示が施行され、滝野川一丁目から六丁目までの区域がそのまま継承され改めて滝野川一丁目から六丁目が成立。1968年に残りの滝野川七丁目にも住居表示が施行され現在に至る。
また、紙幣印刷工場があったことも有名である。

### 地名の由来
石神井川が板橋区加賀付近から川底を深くして渓谷状となり、水流も急であったことから「滝野川」と呼んだことに因む。

### 町名の変遷
| 実施後       | 実施年月日                | 実施前       |
| ------------ | ------------------------- | ------------ |
| 滝野川一丁目 | 1964年（昭和39年）11月1日 | 滝野川一丁目 |
| 滝野川二丁目 | 1964年（昭和39年）11月1日 | 滝野川二丁目 |
| 滝野川三丁目 | 1964年（昭和39年）11月1日 | 滝野川三丁目 |
| 滝野川四丁目 | 1964年（昭和39年）11月1日 | 滝野川四丁目 |
| 滝野川五丁目 | 1964年（昭和39年）11月1日 | 滝野川五丁目 |
| 滝野川六丁目 | 1964年（昭和39年）11月1日 | 滝野川六丁目 |
| 滝野川七丁目 | 1968年（昭和43年）2月1日  | 滝野川七丁目 |

### 史跡
- 近藤勇の墓碑（寿徳寺）

## 世帯数と人口
2023年（令和5年）1月1日現在（東京都発表）の世帯数と人口は以下の通りである。
| 丁目         | 世帯数     | 人口     |
| ------------ | ---------- | -------- |
| 滝野川一丁目 | 3,345世帯  | 5,911人  |
| 滝野川二丁目 | 2,474世帯  | 4,653人  |
| 滝野川三丁目 | 3,390世帯  | 5,980人  |
| 滝野川四丁目 | 1,130世帯  | 1,914人  |
| 滝野川五丁目 | 1,926世帯  | 3,142人  |
| 滝野川六丁目 | 3,951世帯  | 6,968人  |
| 滝野川七丁目 | 3,769世帯  | 6,120人  |
| 計           | 19,985世帯 | 34,688人 |

### 人口の変遷
国勢調査による人口の推移。
| 年                 | 人口   |
| ------------------ | ------ |
| 1995年（平成7年）  | 32,703 |
| 2000年（平成12年） | 32,017 |
| 2005年（平成17年） | 31,738 |
| 2010年（平成22年） | 33,447 |
| 2015年（平成27年） | 34,285 |
| 2020年（令和2年）  | 35,186 |

### 世帯数の変遷
国勢調査による世帯数の推移。
| 年                 | 世帯数 |
| ------------------ | ------ |
| 1995年（平成7年）  | 14,527 |
| 2000年（平成12年） | 15,170 |
| 2005年（平成17年） | 15,664 |
| 2010年（平成22年） | 17,406 |
| 2015年（平成27年） | 18,009 |
| 2020年（令和2年）  | 18,952 |

## 学区
区立小・中学校に通う場合、学区は以下の通りとなる（2023年10月時点）。
| 丁目         | 番地             | 小学校                   | 中学校                 |
| ------------ | ---------------- | ------------------------ | ---------------------- |
| 滝野川一丁目 | 87～93番         | 北区立滝野川第二小学校   | 北区立滝野川紅葉中学校 |
| 滝野川一丁目 | 1〜86番          | 北区立滝野川第三小学校   | 北区立滝野川紅葉中学校 |
| 滝野川二丁目 | 全域             | 北区立滝野川第三小学校   | 北区立滝野川紅葉中学校 |
| 滝野川三丁目 | 85〜88番         | 北区立滝野川第三小学校   | 北区立滝野川紅葉中学校 |
| 滝野川三丁目 | 1〜23番          | 北区立滝野川第二小学校   | 北区立滝野川紅葉中学校 |
| 滝野川三丁目 | 24〜84番         | 北区立滝野川もみじ小学校 | 北区立滝野川紅葉中学校 |
| 滝野川四丁目 | 3〜34番          | 北区立滝野川もみじ小学校 | 北区立滝野川紅葉中学校 |
| 滝野川四丁目 | 1番              | 北区立王子第二小学校     | 北区立滝野川紅葉中学校 |
| 滝野川五丁目 | 6〜58番          | 北区立滝野川もみじ小学校 | 北区立滝野川紅葉中学校 |
| 滝野川五丁目 | 1〜5番           | 北区立滝野川第二小学校   | 北区立滝野川紅葉中学校 |
| 滝野川六丁目 | 1〜32番 34〜44番 | 北区立滝野川第二小学校   | 北区立滝野川紅葉中学校 |
| 滝野川六丁目 | 33番 45〜86番    | 北区立谷端小学校         | 北区立滝野川紅葉中学校 |
| 滝野川七丁目 | 1〜24番          | 北区立谷端小学校         | 北区立滝野川紅葉中学校 |
| 滝野川七丁目 | 25〜51番         | 北区立滝野川第二小学校   | 北区立滝野川紅葉中学校 |

## 交通

### 鉄道
- JR埼京線 ■板橋駅
- 都電荒川線 ■滝野川一丁目停留場
- 都電荒川線 ■飛鳥山停留場

### バス
- 都営バス深夜02 滝野川二丁目 / 滝野川三丁目
- 都営バス王40甲 滝野川二丁目 / 滝野川三丁目
- 都営バス王55 滝野川二丁目 / 滝野川三丁目
- 都営バス草64 滝野川二丁目 / 滝野川三丁目

### 道路
- 国道17号（中山道）
- 国道122号（明治通り）
- 東京都道306号王子千住夢の島線（明治通り）
- 滝野川桜通り

首都高速道路・出入口
- 首都高速中央環状線
- 滝野川入口

## 事業所
2021年（令和3年）現在の経済センサス調査による事業所数と従業員数は以下の通りである。
| 丁目         | 事業所数    | 従業員数 |
| ------------ | ----------- | -------- |
| 滝野川一丁目 | 163事業所   | 1,192人  |
| 滝野川二丁目 | 94事業所    | 984人    |
| 滝野川三丁目 | 110事業所   | 1,001人  |
| 滝野川四丁目 | 28事業所    | 261人    |
| 滝野川五丁目 | 83事業所    | 1,250人  |
| 滝野川六丁目 | 240事業所   | 2,031人  |
| 滝野川七丁目 | 332事業所   | 2,901人  |
| 計           | 1,050事業所 | 9,620人  |

### 事業者数の変遷
経済センサスによる事業所数の推移。
| 年                 | 事業者数 |
| ------------------ | -------- |
| 2016年（平成28年） | 1,102    |
| 2021年（令和3年）  | 1,050    |

### 従業員数の変遷
経済センサスによる従業員数の推移。
| 年                 | 従業員数 |
| ------------------ | -------- |
| 2016年（平成28年） | 9,019    |
| 2021年（令和3年）  | 9,620    |

## 施設

### 公園
- 北谷端公園
- 南谷端公園
- 醸造試験所跡地公園

### 施設
- 醸造試験所醸造指導室

### 企業
- コモディイイダ 本社
- 亀の子束子西尾商店 本社・工場・直営店
- 東京バス本社・営業所

### 教育機関

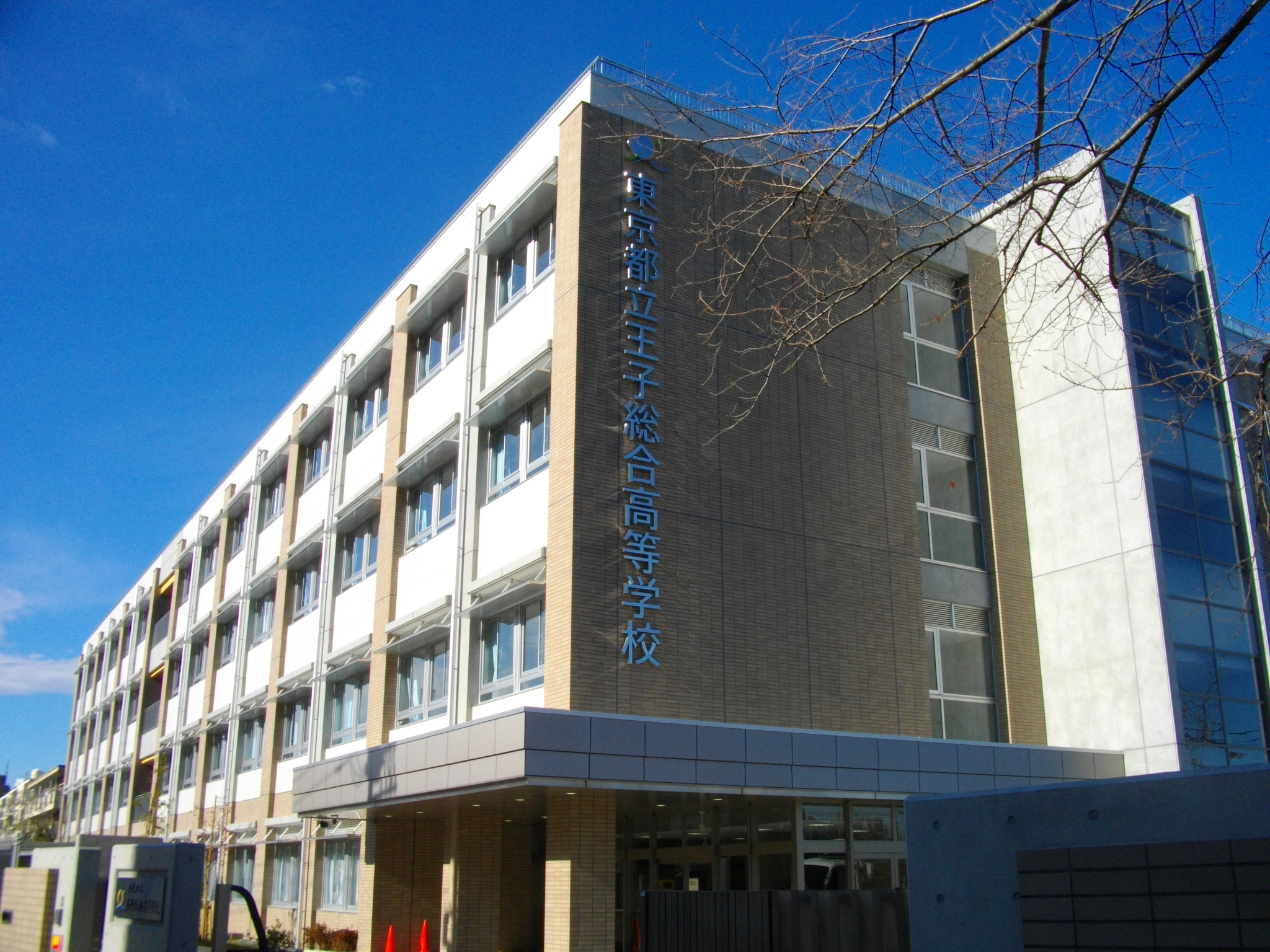
都立王子総合高等学校

- 東京都立王子総合高等学校
- 北区立滝野川紅葉中学校
- 北区立滝野川第二小学校
- 北区立滝野川第三小学校
- 北区立滝野川もみじ小学校
- 北区立谷端小学校
- 東京歯科衛生専門学校
- 桜丘中学・高等学校
- 東京国際フランス学園
- 東京共育学園高等部

### 宗教施設
- 寿徳寺

### かつて存在した施設
- 東京都立池袋商業高等学校
- 東京都立王子工業高等学校
- 北区立滝野川中学校
- 北区立紅葉中学校
- 滝乃川学園（日本で最初の知的障害児者施設）

## その他

### 日本郵便
- 郵便番号 : 114-0023[3]（集配局 : 王子郵便局[18]）。